# Ural
|  | Aquest article tracta sobre el riu. Vegeu-ne altres significats a «Urals». |

L'Ural (rus: Ура́л, Ural; kazakh: Орал, Oral) és un riu que transcorre per Rússia i el Kazakhstan, i es considera la frontera entre Europa i Àsia.

## Denominació
El riu es deia Δάϊκος (Daïkos) de Ptolemeu al segle ii. Yulian Kulakovsky llegeix això com a turc " Jajyk " o "Яик" i sobre aquesta base identifica els huns com a parlants turcs. Tanmateix, Gerard Clauson discuteix que el nom podria ser d'origen turc ja al segle ii, i, en canvi, l'atribueix a l'origen sàrmata. Així mateix, la versió d'origen a partir de l'antic ugrofinès i la posterior adaptació per part d'altres grups lingüístics no ha estat prou estudiada (el riu neix a la suposada llar ancestral de les llengües ugrofinès). En ugrofinès modern, es troben les formes supervivents més properes: "joki" (finès), "jogi" (carelià), "jā" (mansi), "ju" (Komi) - riu, "jəŋk" (Khanty) - aigua. A més, hipotèticament els títols ugrofinès poden tenir afluents del riu Yaik, per exemple Ilek (Erzya "Ilyk" - força) i Utva (Komi "Ytva" - aigua de font). A l'obra del segle x Sobre l'administració de l'imperi, l'emperador romà d'Orient Constantí VII Porfirogènit es referia al riu Ural com el "Geich". El nom Яйыҡ (Yayıq) s'utilitza actualment en la llengua baixkir i Жайық (Zhayıq) al Kazakhstan. En textos europeus posteriors s'esmenta de vegades com a Rhymnus fluvius i a la crònica russa de 1140 com a Yaik.
Abans de 1775 es coneixia amb el nom de Iaik (rus: Яи́к, Iaik; baixkir: Яйыҡ, Yayıq  escoltar (?·pàg.); kazakh: Жайық, Jayıq), i es canvià per decret de Caterina II de Rússia després de suprimir la revolta de Pugatxov.

## Recorregut
Neix al sud dels Urals i flueix en direcció sud seguint el seu flanc dret, desembocant a la mar Càspia en un dels deltes més grans d'Europa prop de la ciutat kazakha d'Atirau. Té una longitud de 2.428 km.
Forma part de la frontera tradicional entre Europa i l'Àsia. Els seus afluents principals són, a la dreta, l'Or i l'Ilek, i a l'esquerra el Sakmara. Passa per les ciutats russes de Magnitogorsk, Orsk i Orenburg, i les kazakhes d'Oral (l'antiga Uralsk) i Atirau (l'antiga Guriev).

## Hidrografia
El riu s'aliment fonamentalment del desglaç de les neus amb una conca asimètrica: la part del marge esquerre de la conca és 2,1 vegades més gran que la part del marge dret. La major part del seu cabal flueix durant les inundacions de primavera, que es produeixen al març i abril prop de la desembocadura i a finals d'abril fins al juny riu amunt; un 30% del drenatge durant l'estiu i la tardor i un 5% a l’hivern. Durant les inundacions, el riu s’eixampla a uns 10 quilòmetres d’Uralsk i unes desenes de quilòmetres de la desembocadura. El nivell de l'aigua és més alt a finals d'abril aigües amunt i al maig aigües avall, fluctuant de 3 a 4 metres al tram superior, de 9 a 10 metres al mig del riu i d’uns 3 metres al delta.

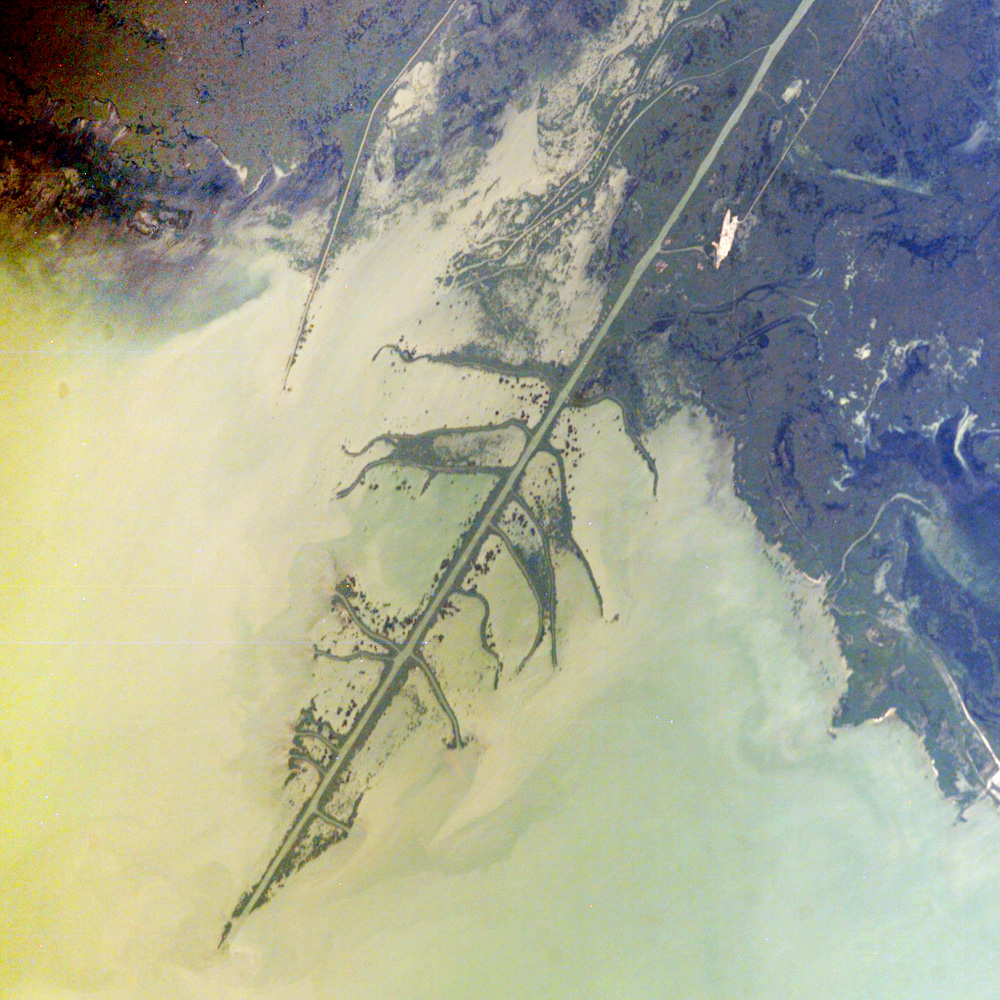
El delta del "peu d'ocell" ("digitat") de l'Ural al mar Caspi

El riu s'alimenta majoritàriament de la fusió de la neu (60-70%); l'aportació de la precipitació és relativament menor. La major part del seu cabal anual (65%) es produeix durant les riuades de primavera, que es produeixen al març i abril prop de la desembocadura i entre finals d'abril i juny aigües amunt; El 30% drena durant l'estiu i la tardor i el 5% a l'hivern. Durant les riuades, el riu s'eixampla per sobre de 10 km prop d'Uralsk i a diverses desenes de quilòmetres prop de la desembocadura. El nivell de l'aigua és més alt a finals d'abril aigües amunt i al maig aigües avall. La seva fluctuació és de 3 a 4 m a la riba superior, 9 a 10 m al mig del riu i uns 3 m al delta. El cabal mitjà d'aigua és de 104 m³/s a prop d'Orenburg, i 400 m³/s al poble de Kushum, que és a 76,5 km de la boca. El cabal màxim és de 14.000 m³/s i el mínim és 1,62 m³/s. La terbolesa mitjana és de 280 g/m³ a Orenburg i 290 g/m³ prop de Kushum. El riu es congela al naixement a principis de novembre i al tram mitjà i baix a finals de novembre. S'obre al tram baix a finals de març i a principis d'abril al tram superior. La deriva del gel és relativament curta.
La profunditat mitjana és 1 a 1,5 m prop de la font, i augmenta en els trams mitjans i sobretot prop de la boca. La densitat de vegetació submarina també augmenta des de la font fins a la desembocadura, així com la riquesa de la fauna. El fons de la riera superior és pedregós, amb còdols i sorra; canvia a llim-sorra i ocasionalment argila aigües avall. La conca és asimètrica: el seu costat esquerre des del riu és 2,1 vegades més gran que el costat dret; tanmateix, el costat dret és més important per alimentar el riu. La densitat dels afluents és de 0,29 km/km² a la dreta i 0,19 km/km² al costat esquerre de la conca. Els afluents del costat dret són rius típics de muntanya, mentre que els afluents del costat esquerre tenen caràcter de plana. Uns 200 km des de la desembocadura hi ha un lloc perillós per a l'enviament anomenat Kruglovskaya prorva (rus: Кругловская прорва que significa abisme de Kruglovsk). Aquí el riu s'estreny i crea un fort vòrtex sobre una fossa profunda. El clima és continental amb vents freqüents i forts. La precipitació anual típica és de 530 mm.

## Fauna
Els aiguamolls del delta són especialment importants per a les aus migratòries com a parada important al llarg de la via asiàtica. Acullen moltes espècies endèmiques i en perill d'extinció, com el pelicà vulgar i el cresp, el corb marí pigmeu, l'esplugabous, el martinet blanc comú, el flamenc rosat, la malvasia capblanca, el morell xocolater, el becplaner comú, el capó reial, la hubara africana, el gavinot capnegre, la gavina capblanca, el martinet ros comú, la grua europea i molts altres. Riu amunt, hi ha més espècies d’ocells residents, com el gall fer, el colom salvatge i la perdiu.
L'Ural també és important per a moltes espècies de peixos de la mar Càspia que visiten el seu delta i migren riu amunt per a la posta. A la part baixa del riu hi ha 47 espècies de 13 famílies. Les principals espècies comercials són l'esturió, el rutilus, l'orada, la perca, la carpa, l'asp i el silur.
Al delta del riu i regions properes viuen unes 48 espècies animals pertanyents a 7 ordres; els més comuns són els rosegadors, amb 21 espècies i 12 espècies de depredadors.

## Ocupació humana
La presència humana es remet a l'edat de bronze, quan el territori estava cobert de boscos, que l'activitat humana i el canvi de clima, més sec, va transformar en estepa, que va servir de corredor per a les tribus asiàtiques en direcció a Europa. Entre els segles VI aC i IV aC els sàrmates vivien a la desembocadura del riu mentre els urals vivien al seu naixement. En 1236 els mongols van establir-se a la zona, que va quedar en els dominis de l'Horda daurada. Va ser destruïda l'any 1395 per l'exèrcit de Tamerlà, però després reconstruïda per convertir-se en la capital de l'horda de Nogai als segles XV i XVI. Finalment, va ser reduït a poble el 1580 pels cosacs dels Urals.

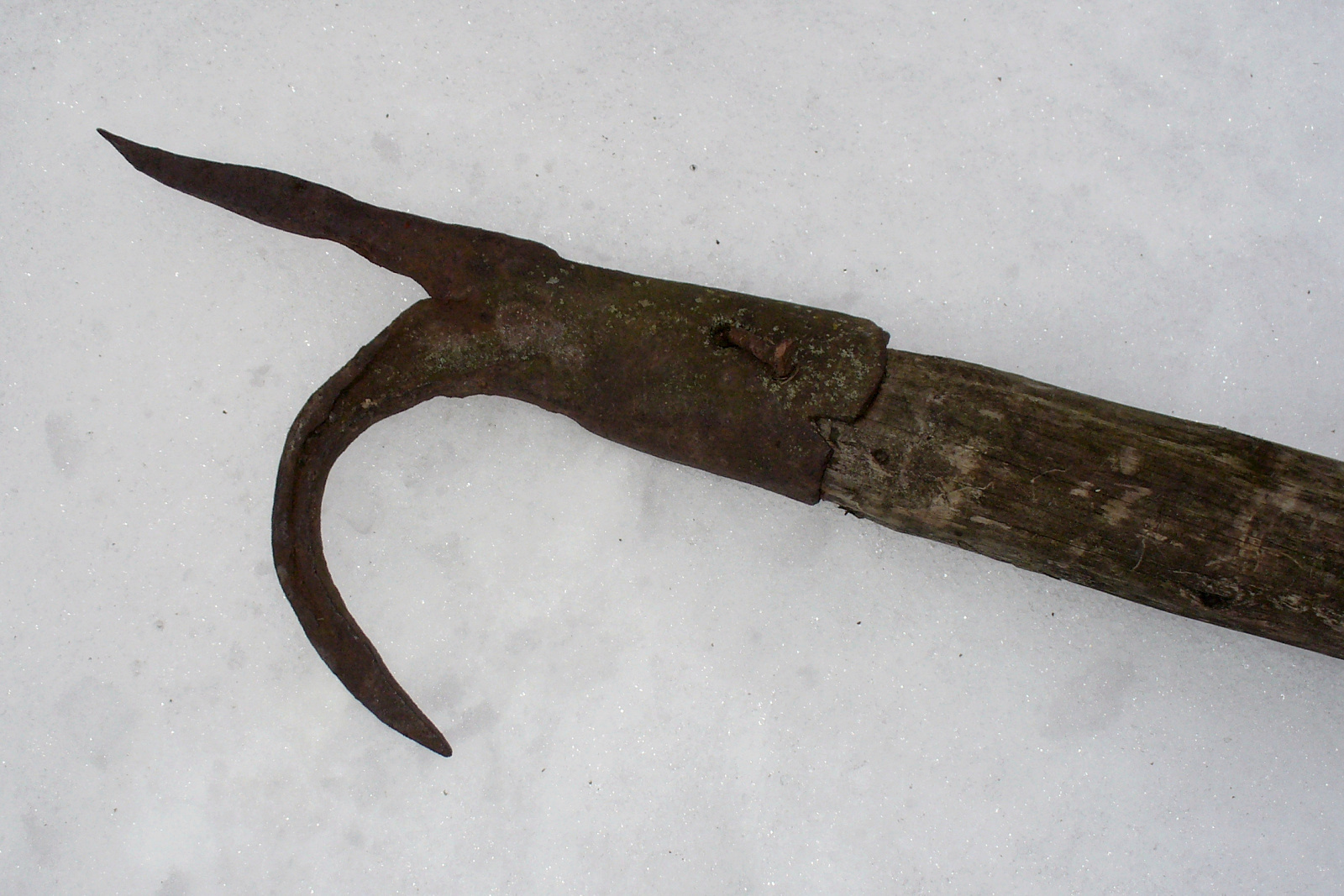
La punta d'un vell pal de pica

Amb la conquesta del Kanat d'Astracan, l'imperi rus va començar l'expansió per l'estepa, i els primers colons foren cosacs del Don i cosacs del Volga, que van fundar Iaitsk el 1614. Després de la conquesta russa de la conca de l'Ural a finals del segle xvi, les costes de l'Ural es van convertir en la llar dels cosacs Iaik. Una de les seves activitats principals era la pesca de l'esturió i peixos relacionats (incloent-hi l'esturió veritable, l'esturió sevruga i la beluga) al riu Ural i al Caspi. Existia una gran varietat de tècniques de pesca; la més famosa va ser bagrenye (rus: багренье, del rus: багор bagor, que significa pal de lluç): llançant esturions hivernants als seus caus submarins a mig hivern. La bagrenye només es permetia un dia de l'any. El dia assenyalat, un gran nombre de cosacs amb pals de pica s'aplegaven a la riba; després d'haver donat un senyal, es precipitaven sobre el gel, el trencaven amb els seus pals i llançaven i tiraven el peix. Una altra tècnica de pesca va ser la construcció d'un sobreeixidor, coneguda com a utxug (учуг) a l'altra banda del riu, per atrapar els peixos que anaven riu amunt per desovar. Fins al 1918, un utxug es va instal·lar a l'estiu i a la tardor prop d'Uralsk, perquè el peix no anés riu amunt més enllà de la terra dels cosacs. Tot i que els utxug també eren coneguts al delta del Volga, es pensava que el bagrenye era una tècnica exclusiva dels Urals.
Els cosacs de l'Ural (coneguts originalment com els cosacs de Iaik) es van ressentir dels intents del govern central d'imposar-los regles i regulacions, i de vegades es van aixecar en rebel·lions. La rebel·lió més gran, la Revolta de Pugatxov de 1773–75, va implicar no només l'Ural, sinó gran part del sud-est de Rússia, i va provocar la pèrdua del control del govern allà. Després de la seva supressió, l'emperadriu Caterina va emetre un decret del 15 de gener de 1775 per rebatejar la majoria dels llocs implicats en la revolta, per tal d'esborrar-ne la memòria. Així, el riu Iaik i la ciutat de Iaitsk van ser rebatejats com a riu Ural i Uralsk, respectivament, i els cosacs Iaik es van convertir en cosacs dels Urals.

## Galeria

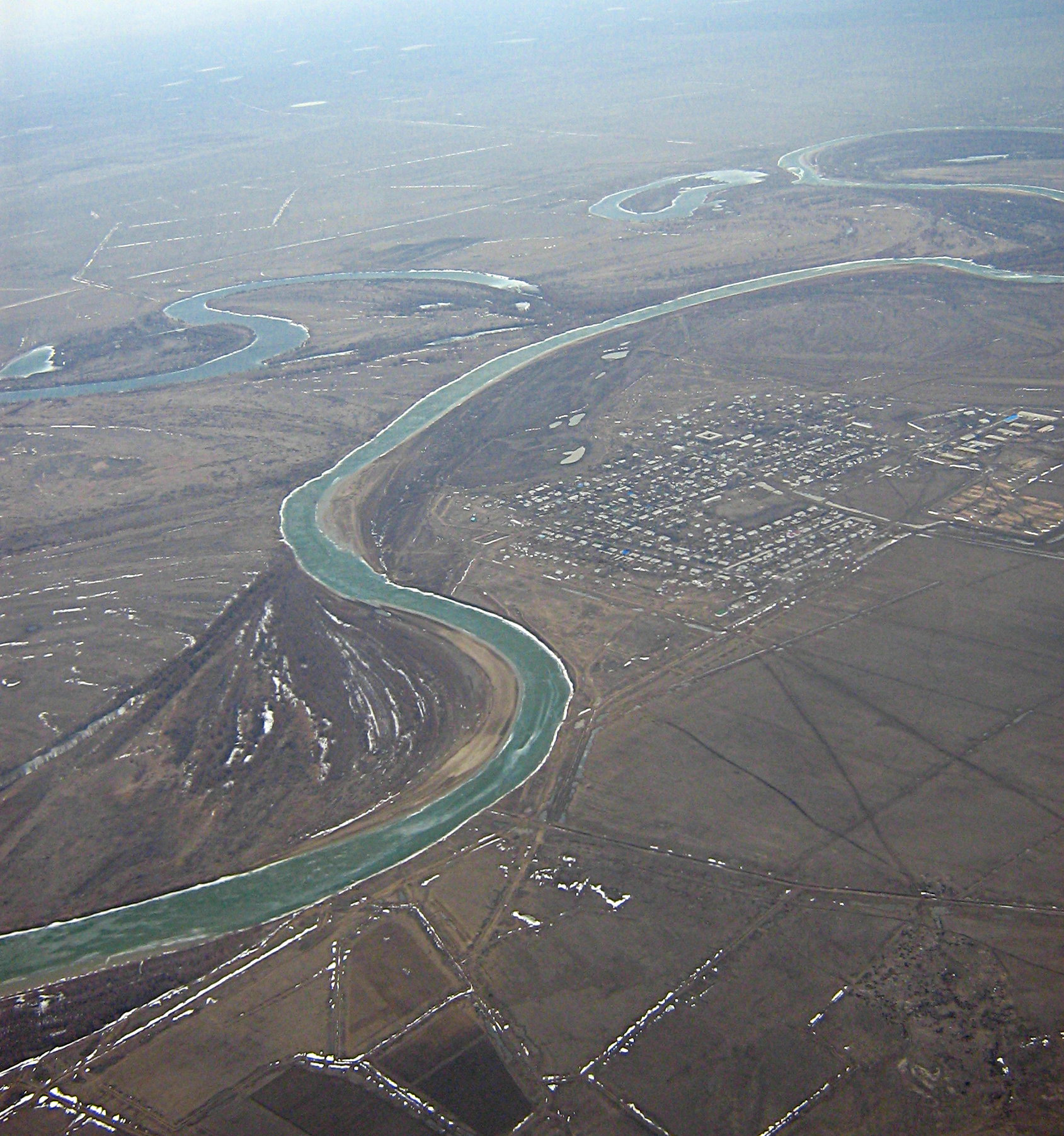
Meandres de l'Ural a través de l'estepa kazakh.
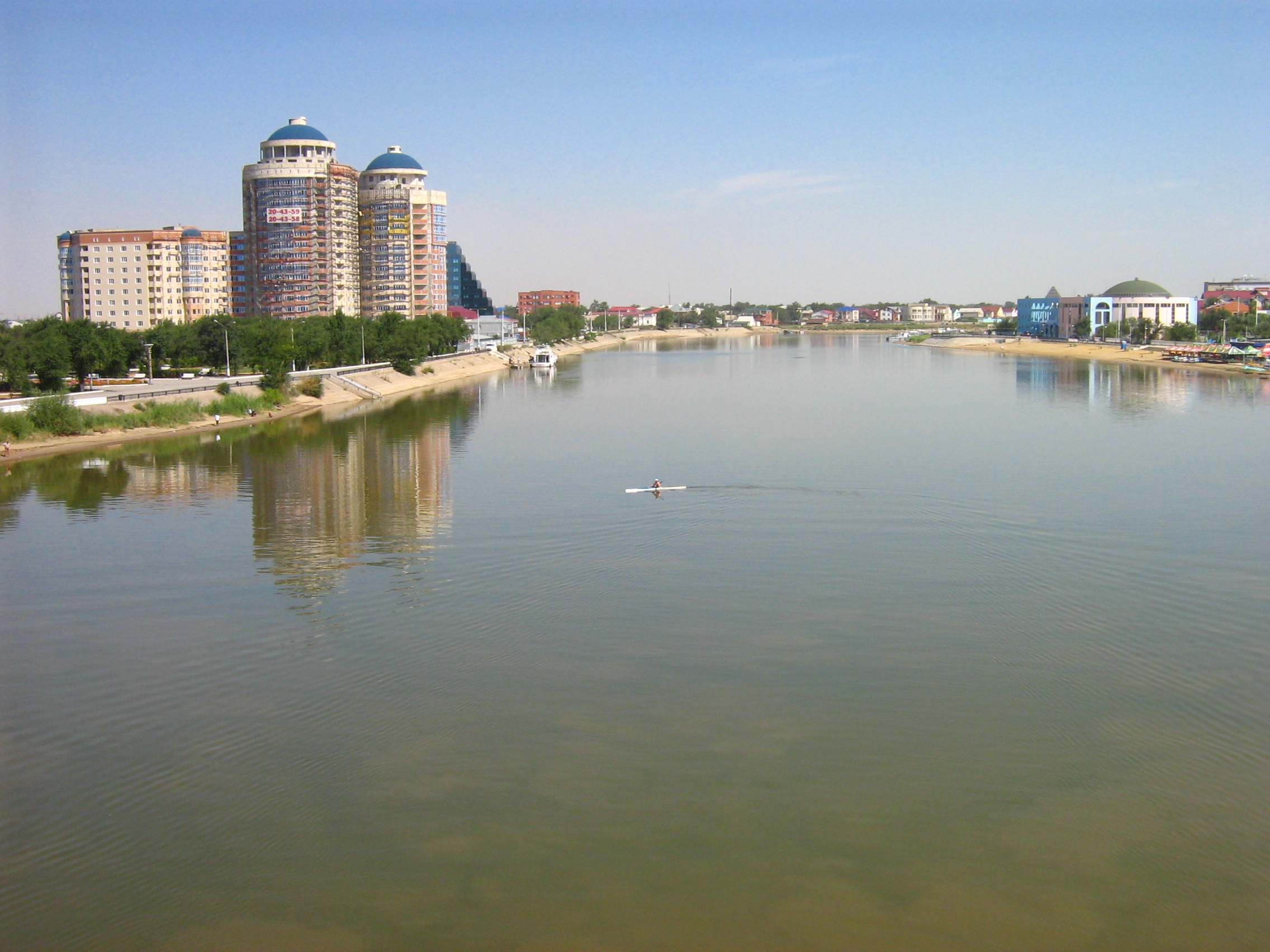
L'Ural a Atyrau.
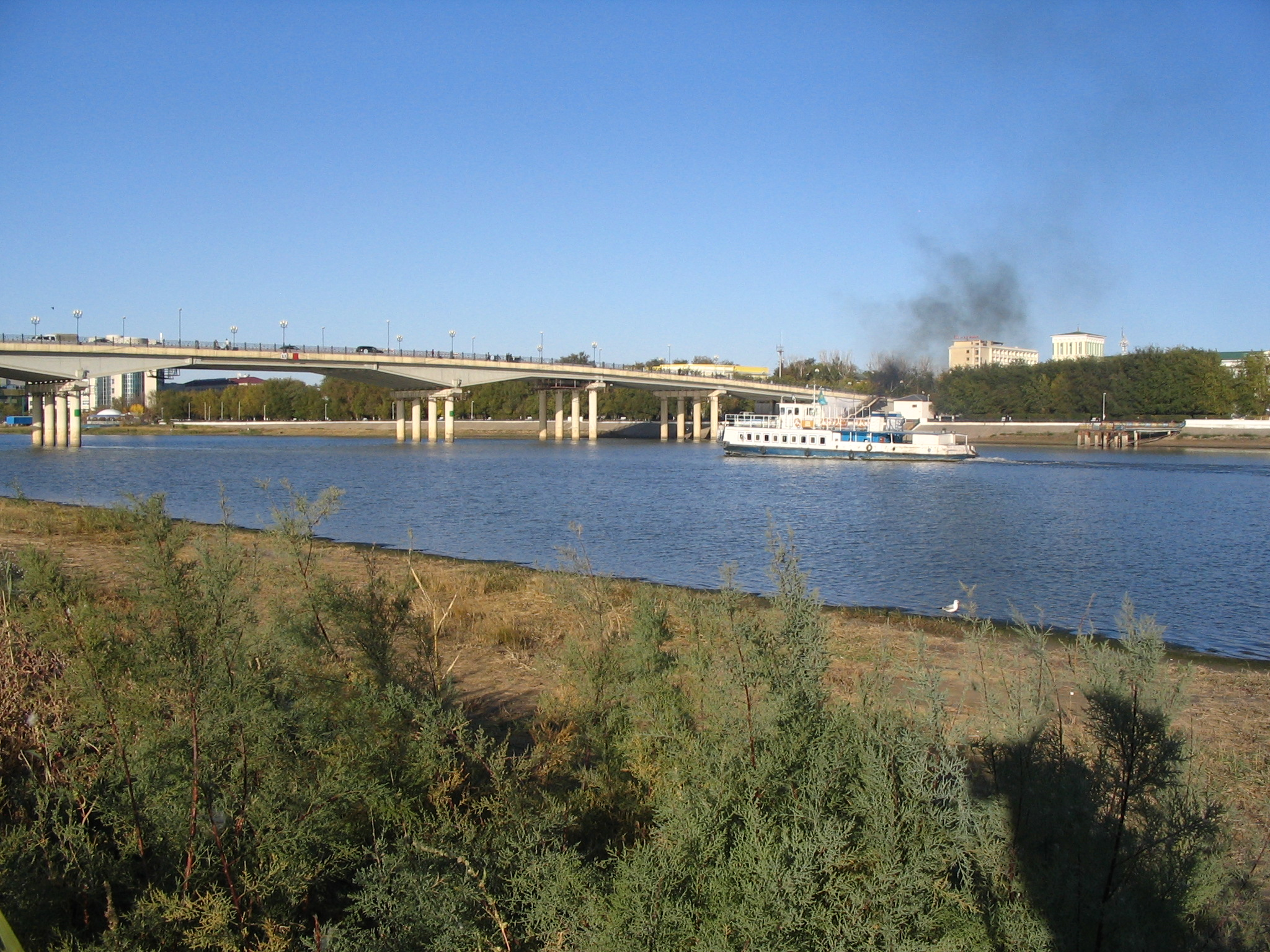
El pont sobre l'Ural a Atyrau, entre Europa i Àsia.
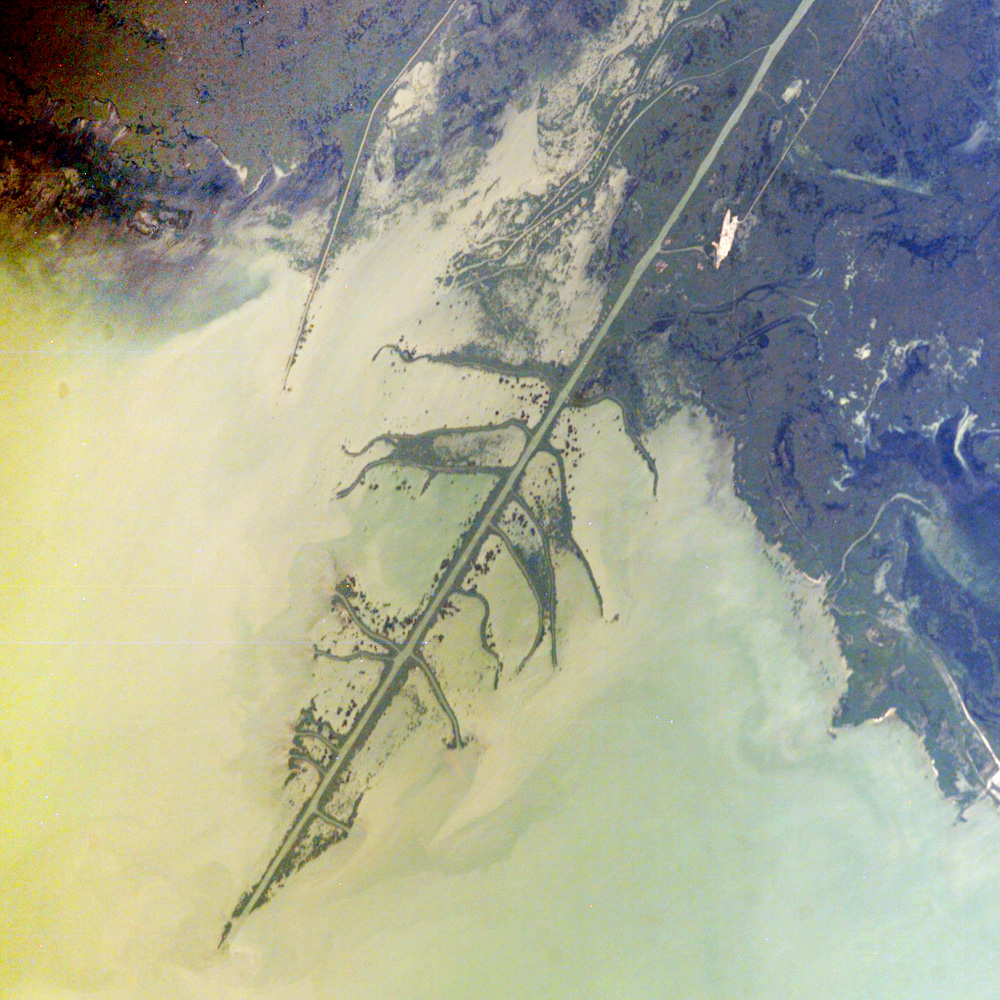
Delta en forma de potes de gall de l'Ural.